# 玉淀ダム
玉淀ダム（たまよどダム）は、埼玉県大里郡寄居町、一級河川・荒川水系荒川に建設されたダム。高さ32メートルの重力式コンクリートダムで、かんがい・発電を目的とする、埼玉県営の多目的ダムである。ダム湖（人造湖）の名は玉淀湖（たまよどこ）という。

## 歴史
関東地方を流れる荒川では、1947年（昭和22年）のカスリーン台風による水害を機に、建設省（現・国土交通省）による荒川総合開発事業が着工した。1961年（昭和36年）、上流に二瀬ダム（秩父湖）が完成。1962年（昭和37年）には下流においても埼玉県企業局が主体となって玉淀ダム建設工事が着工し、1964年（昭和39年）に完成した。
玉淀ダムの目的は荒川沿いに広がる農地への灌漑と水力発電である。荒川中部土地改良区はダム左岸に設けられた取水口から最大5.375立方メートル毎秒の水を取り入れ、38平方キロメートル余りの農地に農業用水を供給している。取水方式は太陽光で温められた表層水を取り入れる、表面取水方式である。また、埼玉県企業局はダム左岸に横軸の円筒カプラン水車（チューブラ水車）発電機を1台設置。ダムから最大30立方メートル毎秒の水を取り入れ、最大4,300キロワットの電力を発生させたのち、ダム直下に放流する。埼玉県企業局は1960年（昭和35年）の大洞第一発電所運転開始以来、玉淀発電所を含む多くの水力発電所を開発してきたが、いずれも2008年（平成20年）に東京電力グループの東京発電へ売却している。

## 諸問題
2008年、玉淀ダム撤去促進期成同盟会が結成された。荒川をせき止めている玉淀ダムを撤去し、自然本来の川を復活させようと運動している。撤去推進派は玉淀ダムの上流に堰を建設して、農業用水の取水口をこちらに付け替えれば玉淀ダム撤去も可能だとしているが、埼玉県側はダムの耐震性が法令で定めるところの基準を満たしており、現時点ではダムの耐久性に問題がないこと、もしダムを撤去するとしても撤去工事に170億円、農業用水の付け替えに100億円、さらに発電事業者への補償といった多額の費用を要するとして、今すぐの撤去には消極的な姿勢を見せている。熊本県・球磨川の荒瀬ダム撤去と同様、今後の動向が注目される。

## 周辺
関越自動車道・花園インターチェンジから国道140号を荒川沿いに東へ進む。秩父市へと通じる皆野寄居バイパス（一部区間有料道路）には乗らずに直進し、間もなく末野交差点を左折。荒川に架けられた折原橋の上から上流側を見渡せば、眼前に玉淀ダムと末野大橋（皆野寄居バイパス）が見える。6門の水門は左岸から順に1門ずつ、1番から6番まで番号が割り振られている。現在でこそ緑色をしているが、かつて青色をしていた時期もあった。また、当ダム施設は橋ではないが、天端のキャットウォーク（作業用通路）は歩行者の通行が可能で対岸に渡ることができる。ダム上流には長瀞渓谷がある。国指定の名勝・天然記念物および埼玉県立長瀞玉淀自然公園に指定されており、カヌーやラフティングといった川のレジャー施設も充実している。

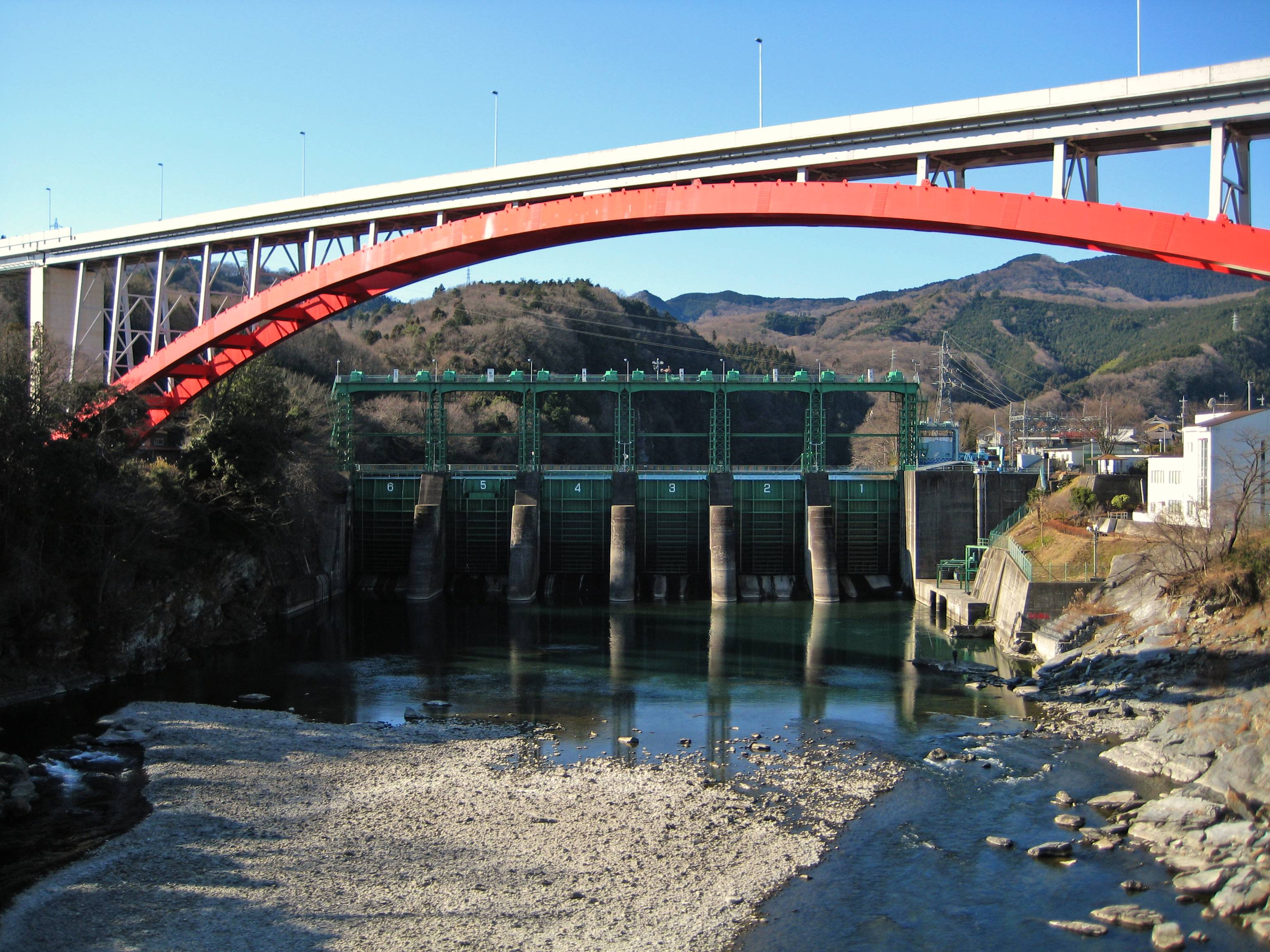
折原橋より玉淀ダムと末野大橋
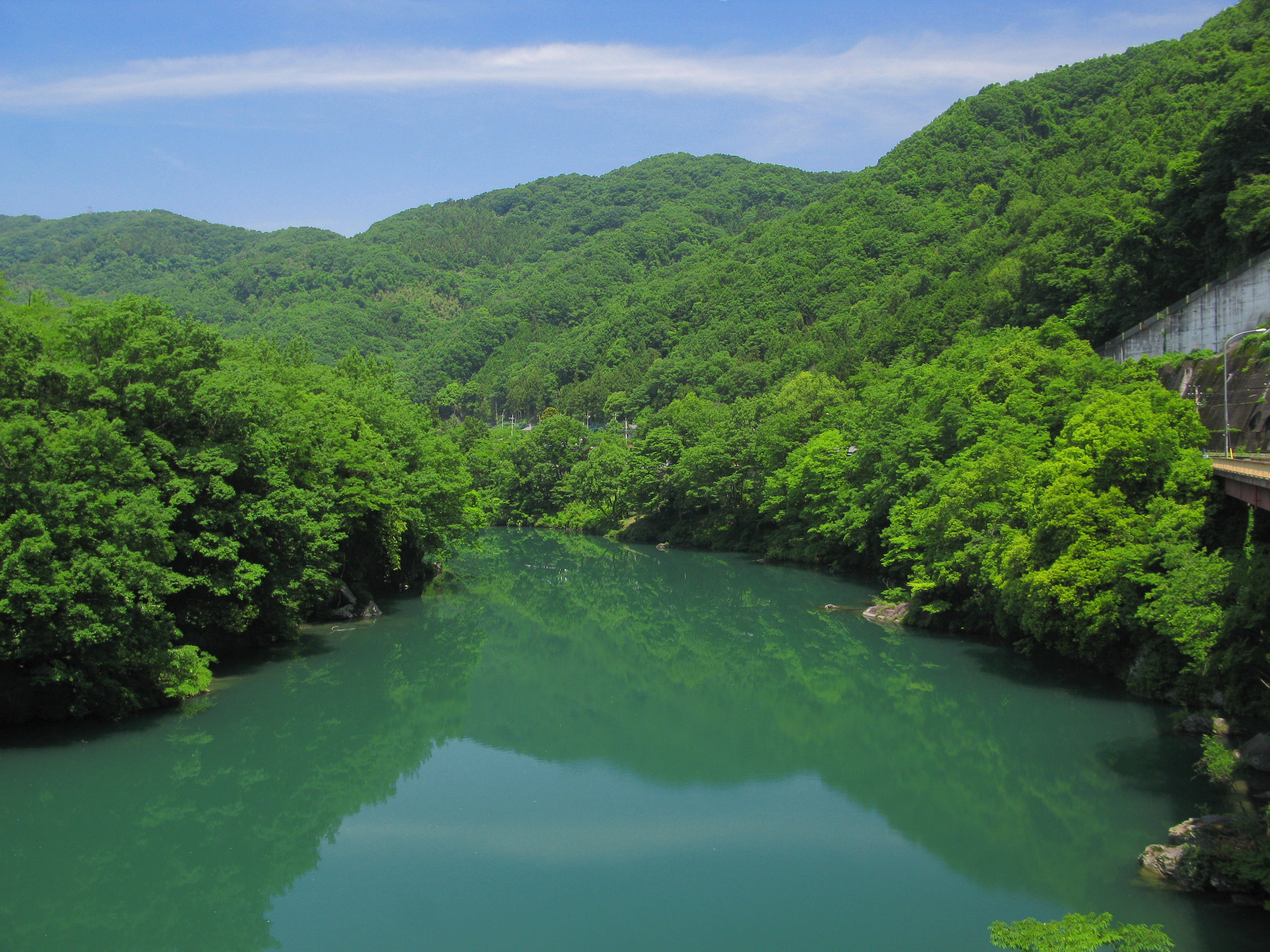
葉暮橋より望む玉淀湖
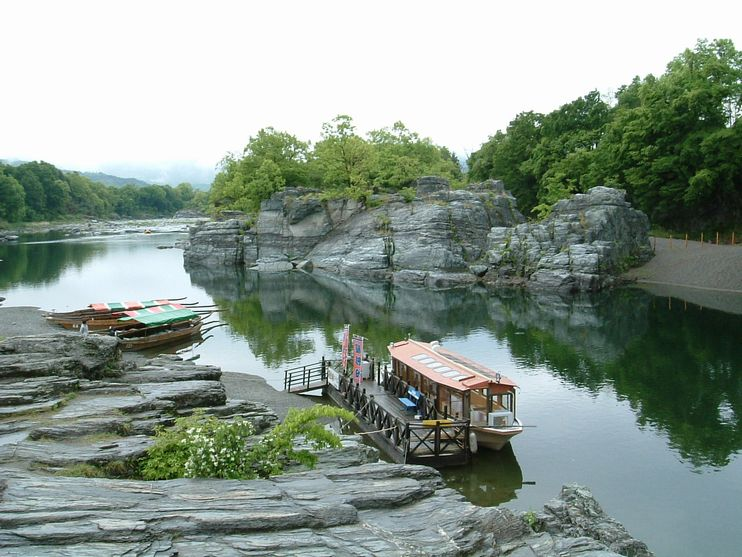
長瀞渓谷